# Quizás (singolo)
Quizás  è un brano musicale del cantante spagnolo Enrique Iglesias, estratto come terzo singolo dall'album Quizás del 2002.
Il video musicale del brano è stato diretto da Simon Brand.

## Tracce
CD promo CDP01142-2
1. Quizás - 4:12

## Classifiche
| Classifica (2002)                           | Posizione più alta |
| ------------------------------------------- | ------------------ |
| U.S. Billboard Hot Latin Tracks             | 1                  |
| U.S. Billboard Latin Pop Airplay            | 1                  |
| U.S. Billboard Latin Tropical/Salsa Airplay | 2                  |
| U.S. Billboard Bubbling Under Hot 100       | 21                 |